# Виконт Сомерсет
Виконт Сомерсет (англ. Viscount Somerset) — угасший дворянский титул в пэрстве Ирландия, существовавший в 1626—1650 годах. Полное именование титула: виконт Сомерсет из Кашела в графстве Типперэри (англ. Viscount Somerset, of Cashell in the County of Tipperary).

## История
Титул был создан в пэрстве Ирландия 8 декабря 1626 года для третьего сына Эдварда Сомерсета, 4-го графа Вустера — Томаса Сомерсета (после 1578 — 1650), который в 1601—1611 был членом английского парламента от Монмутшира. 
Поскольку Томас не оставил сыновей, то после его смерти в 1650 году титул угас.

## Виконты Сомерсет

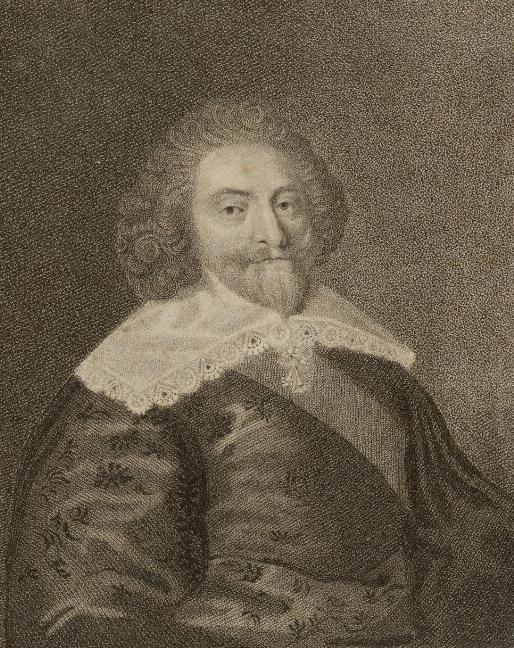
Портрет Томаса Сомерсета, 1-го виконта Сомерсета, кисти Эдварда Гардинга

- Томас Сомерсет[англ.] (после 1578 — 1650), 1-й виконт Сомерсет с 1626, сын Эдварда Сомерсета, 4-го графа Вустера[1].